# Morzyczyn-Włóki
Morzyczyn-Włóki (prononciation : [mɔˈʐɨt͡ʂɨn ˈvwuki]) est un village polonais situé dans la gmina de Sadowne dans le powiat de Węgrów et en voïvodie de Mazovie dans le centre-est de la Pologne.
Ce village se trouve à environ 9 kilomètres au sud-est de Sadowne, 23 kilomètres au nord de Węgrów (chef-lieu du powiat) et à 78 kilomètres au nord-est de Varsovie (capitale de la Pologne).

## Histoire
De 1975 à 1998, le village appartenait administrativement à la voïvodie de Siedlce.